# Onkel Dannys Plads
Onkel Dannys Plads er en plads der ligger i København på Vesterbro i den Brune kødby ved Halmtorvet. Pladsen blev navngivet den 19. marts 2006 på den dag, hvor forfatteren Dan Turèll ville have kunnet fejre sin 60 års fødselsdag. Her afholdes blandt andet loppemarkeder, gadeteater og festivaler, og har således været omdrejningspunkt for Cuban Festival og et mini-Distortion.